# Roger Myerson
Roger Bruce Myerson, född 29 mars 1951 i Boston, Massachusetts, USA är en amerikansk nationalekonom och tilldelades 2007 års Sveriges Riksbanks pris i ekonomisk vetenskap till Alfred Nobels minne, tillsammans med Leonid Hurwicz och Eric Maskin "för att ha lagt grunden till teorin för allokeringsmekanismer". Han valdes till medlem i American Philosophical Society 2019.

## Biografi
Myerson studerade vid Harvard University, där han tog sin kandidatexamen, summa cum laude ("med spets"), och masterexamen i tillämpad matematik 1973. Han disputerade i tillämpad matematik  vid Harvard University 1976. Hans doktorsavhandling har titeln A Theory of Cooperative Games.
Åren 1976 och 2001 var Myerson professor i nationalekonomi vid Kellogg School of Management vid Northwestern University, där han bedrev mycket av sin nobelbelönade forskning. 1978 och 1979 var han därtill gästforskare vid Bielefelds universitet. Han var gästprofessor i nationalekonomi vid University of Chicago 1985–1986 och 2000–2001. Han blev professor i nationalekonomi i Chicago 2001. För närvarande (2021) är han den förste David L. Pearson Distinguished Service Professor of Global Conflict Studies vid University of Chicago.

## Vetenskapligt arbete
Myerson gjorde tillsammans med var Leonid Hurwicz vid University of Minnesota, och Eric Maskin från Institute for Advanced Study banbrytande bidrag till mekanismdesignteori.
Detta bestod främst i att han upptäckte ett grundläggande samband mellan fördelningen som ska genomföras och de monetära överföringar som behövs för att få informerade agenter att avslöja sin information sanningsenligt. Mekanismdesignteori gör det möjligt för människor att skilja situationer där marknader fungerar bra från de där de inte gör det. Teorin har hjälpt ekonomer att identifiera effektiva handelsmekanismer, regleringssystem och röstningsförfaranden. Idag spelar teorin en central roll inom många områden av ekonomi och delar av statsvetenskap.

## Utmärkelser och hedersbetygelser
Myerson är medlem av American Academy of Arts and Sciences, National Academy of Sciences, Council on Foreign Relations och American Philosophical Society. Han är fellow i Game Theory Society och styrelseledamot i International Journal of Game Theory. Myerson är hedersdoktor vid Universitetet i Basel 2002 och fick Jean-Jacques Laffont-priset 2009. Han var även med i samhällsvetenskapliga juryn för Infosyspriset 2016.